# Witborstspitsvogel
De witborstspitsvogel (Artamus leucorynchus) is een zangvogel uit de familie Artamidae (spitsvogels). Deze soort komt voor in een groot gebied dat reikt van het eiland Sumatra tot eilanden ten oosten van Nieuw-Guinea en van de Filipijnen tot ver in Australië.

## Kenmerken
De witborstspitsvogel is 18 cm lang, een zwart-witte vogel die een beetje qua gedrag op een zwaluw lijkt. De vogel is van boven (vleugels, kop en bovenkant van de borst) roetzwart met een witte borst, buik en stuit en een forse loodgrijze snavel. Het is een kleinere uitvoering van de grote spitsvogel.

## Verspreiding en leefgebied
De witborstspitsvogel is net als de andere spitvogels een vogel die in (soms grote) groepen op insecten jaagt. Het leefgebied is open agrarisch landschap in heuvelland, laagland en vaak ook op kleine eilanden. Het verspreidingsgebied ligt op de Grote Soenda-eilanden, Nieuw-Guinea tot aan de D'Entrecasteaux-eilanden en verder in Australië en op de Filipijnen.
De soort telt negen ondersoorten:
- A. l. pelewensis: Palau.
- A. l. leucorynchus: van de Filipijnen tot Borneo.
- A. l. amydrus: westelijk Malakka, Sumatra, Java, Bali en de nabijgelegen eilanden.
- A. l. humei: de Andamanen en Cocoseiland.
- A. l. albiventer: Sulawesi en de westelijke en centrale Kleine Soenda-eilanden.
- A. l. musschenbroeki: de Tanimbar-eilanden en Babar.
- A. l. leucopygialis: de Molukken, Nieuw-Guinea, de Aru-eilanden.
- A. l. melaleucus: Nieuw-Caledonië en de Loyaliteitseilanden.
- A. l. tenuis: Vanuatu en de Bankseilanden.

## Status
De witborstspitsvogel heeft een zeer groot verspreidingsgebied en daardoor alleen al is de kans op uitsterven uiterst gering. De grootte van de populatie is niet gekwantificeerd. De vogel is vaak erg algemeen en mogelijk blijft de vogel stabiel in aantal. Om deze redenen staat deze spitsvogel als niet bedreigd op de Rode Lijst van de IUCN.
- Video uit Queensland (Australië)